# Wieler Revue
Wieler Revue is een Nederlands tijdschrift gericht op de wielersport. Het verschijnt 10 keer per jaar en werd opgericht in 1977. Daarmee is het Nederlands langstlopende wielertijdschrift. 

## Algemeen
Naast het reguliere maandblad geeft Wieler Revue ook jaarlijks een aantal specials uit. Zo verschijnt in het voorjaar de seizoensgids, met informatie over ploegen en renners, en aan het einde van het seizoen een eindejaars-special. Ook voorafgaand aan de drie Grote Rondes, Tour de France, Giro d'Italia en Vuelta a España en voorafgaand aan de voorjaarsklassiekers komt het blad met overzichten van informatie over de desbetreffende koersen. 
Ook is er een speciale rubriek genaamd 'nationaal'. Er wordt dan aandacht besteed aan de nationale wielerkalender, goede uitslagen van onbekende wielrenners en soms ook een column. De rubriek is gekenmerkt door zijn oranje kleur.

## Website
Aan het tijdschrift is een gelijknamige website gekoppeld met het laatste wielernieuws en previews uit de artikelen.

## Medewerkers
Medewerkers van nu, en uit de geschiedenis van het blad, zijn onder anderen:
- Willem Sipkema (2009-heden)
- Tijn van der Muuren (2017-heden)
- Tim Beck (2017-heden)
- Arne Temmerman (2017-heden)
- Tom Akkerman (2018-heden)
- Matthijs Klerkx (2015-2018)
- Tim de Vries (2017-2018)
- Arie Hut (2006-2015)
- Sander Slager (2010-2014)
- Maarten Noppen (2006-2009)
- Tom Rustebiel (2006-2009)
- Marco Bos (2006-2008)
- Marcel Slagman
- Roy Schriemer
- Herman Harens
- Evert de Rooij
- Bert Hulleman

Daarnaast telt het blad enkele vaste columnisten, die hun commentaar leveren op de wielerwereld, zoals Rik Vanwalleghem, Iris Slappendel, Michiel Elijzen en Filemon Wesselink. NOS-commentator Gio Lippens was jarenlang als freelancer actief voor het blad. Ook journalist Jean Nelissen was jarenlang een van de vaste freelancers van Wieler Revue.

## GP Wieler Revue
Wieler Revue was hoofdsponsor en naamgever van de GP Wielerrevue, een eendaagse wielerwedstrijd in Nederland. De wedstrijd werd tussen 1985 en 2004 georganiseerd in de Achterhoek. Bekende winnaars zijn Johan Museeuw (1993), Rudi Kemna (1997) en Niki Terpstra (2004).

## Wielerspellen
Wieler Revue organiseert jaarlijks een drietal populaire wielerspellen: Directeur Sportief (wegwedstrijden), Crossmasters (veldrijden) en het Tourspel (Tour de France).

### Directeur Sportief
Directeur Sportief werd gespeeld tijdens het wegseizoen. Deelnemers kunnen punten verdienen bij alle grote klassiekers, etappewedstrijden en bij belangrijke kampioenschappen. Milaan-San Remo is de eerste wedstrijd die meetelt en na de Ronde van Lombardije wordt de eindstand gepubliceerd in het tijdschrift.
Deelnemers aan het spel stellen aan het begin van het wielerseizoen een ploeg van tien renners samen. Met deze renners worden punten gescoord in de meetellende wedstrijden. Winst in een Grote Ronde levert hun de meeste punten op.